# Börge Hellström
Börge Hellström (ur. 25 września 1957, zm. 17 lutego 2017) – szwedzki pisarz.

## Życiorys
Hellström zanim zajął się pisarstwem pracował w ośrodku zajmującym się nieletnimi przestępcami oraz molestowanymi dziećmi. Był jednym z założycieli szwedzkiej organizacji Kriminellas Revansch i Samhället, oferującej wsparcie narkomanom oraz osobom, które złamały prawo w powrocie do społeczeństwa. Hellström w przeszłości sam był uzależniony od narkotyków, sam też doświadczył molestowania seksualnego jako dziecko.
W 2004 wydał wraz z Andersem Roslundem powieść kryminalną, pt. Bestia (szw. Odjuret), poruszającą m.in. problem pedofilii. Książka w Szwecji stała się bestsellerem. Roslund wraz z Hellströmem otrzymali za nią nagrodę Szklany Klucz, przyznawaną za najlepszą powieść kryminalną z krajów skandynawskich. Od 2005 całkowicie poświęcił się pisarstwu. Zmarł w wyniku choroby nowotworowej.

## Twórczość
- 2004 – Odjuret (wspólnie z Andersem Roslundem; pol. wydanie Bestia, przekład Wojciech Łygaś, Poznań 2006)
- 2005 – Box 21 (wspólnie z Andersem Roslundem, pol. wydanie pt. Dziewczyna, która chciała się zemścić, przekład Beata Walczak-Larsson, Warszawa 2010)
- 2006 – Edward Finnigans upprättelse (wspólnie z Andersem Roslundem, pol. wydanie pt. Odkupienie, przekład Wojciech Łygaś, Warszawa 2011)
- 2007 – Flickan under gatan (wspólnie z Andersem Roslundem, pol. wydanie pt. Dziewczyna w tunelu, przekład Wojciech Łygaś, Warszawa 2012)
- 2009 – Tre sekunder (wspólnie z Andersem Roslundem, pol. wydanie pt. Trzy sekundy, przekład Wojciech Łygaś, Warszawa 2012)
- 2012 – Två soldater (wspólnie z Andersem Roslundem)

## Nagrody
- Szklany Klucz 2005 za powieść Bestia (wraz z Andersem Roslundem)
- Nagroda gazety Stockholm City dla książki roku 2005, za powieść Box 21 (wraz z Andersem Roslundem)
- Nagroda Guldpocket[4] w kategorii najczęściej kupowany szwedzki kryminał w 2005, za powieść Bestia (wraz z Andersem Roslundem)
- Nagroda Platinapocket[5], kategorii najczęściej kupowany szwedzki kryminał w 2006, za powieść Box 21 (wraz z Andersem Roslundem)